# Babylon 9/11: Tip of the Iceberg
Babylon 9/11: Tip of the Iceberg – piętnasty album studyjny Michaela Rose’a, jamajskiego wykonawcy muzyki reggae.
Płyta została wydana w roku 2004 przez jamajską wytwórnię Love Injection Records. Nagrania zostały zarejestrowane w studiach The Mixing Lab, Kariang oraz Tree Top w Kingston. Ich produkcją zajął się sam wokalista.

## Lista utworów
1. „Kinky King”
2. „Too Blessed”
3. „Israel”
4. „It Never Rains”
5. „Porus”
6. „Why”
7. „Satan In The Valley”
8. „Never Lose Yourself”
9. „Babylon 9/11”
10. „Worries”
11. „Sister”
12. „What You Running Down”
13. „Careless Life”
14. „A Good Thing”

## Muzycy
- Wayne Armond – gitara
- Stephen „Cat” Coore – gitara
- Haldane „Danny” Browne – gitara
- Robert „Dubwise” Browne – gitara
- Dwight „Brother Dee” Pinkney – gitara
- Mikey „Mao” Chung – gitara rytmiczna
- Robbie Shakespeare – gitara basowa
- Michael Fletcher – gitara basowa
- Benji Myers – gitara basowa
- Carl James – gitara basowa
- Sly Dunbar – perkusja
- Tillmon „Tony Ruption” Williams – perkusja
- Herman „Bongo Herman” Davis – perkusja
- Christopher „Sky Juice” Blake – perkusja
- Ronald Buchanan – kongi
- Dean Fraser – saksofon
- Junior „Chico” Chin – trąbka
- Ronald „Nambo” Robinson – puzon
- Robert Lynn – instrumenty klawiszowe
- Clive „Azul” Hunt – instrumenty klawiszowe
- Franklyn „Bubbler” Waul – instrumenty klawiszowe
- Christopher „Longman” Birch – instrumenty klawiszowe
- Eustace „Thriller U” Hamilton – chórki
- Michael „Lukie D” Kennedy – chórki
- Althea Hewitt – chórki
- Leba Hibbert – chórki